# (742) Edisona
(742) Edisona – planetoida z grupy pasa głównego asteroid okrążająca Słońce w ciągu 5 lat i 83 dni w średniej odległości 3,01 au. Została odkryta 23 lutego 1913 roku w Landessternwarte Heidelberg-Königstuhl, w Heidelbergu przez Franza Kaisera. Nazwa pochodzi od Thomasa Edisona, amerykańskiego wynalazcy. Przed nadaniem nazwy planetoida nosiła oznaczenie tymczasowe (742) 1913 QU.